# Koninklijke Nederlandsche Kolfbond
De Koninklijke Nederlandsche Kolfbond (KNKB) is de belangenbehartiger van 24 kolfverenigingen met ongeveer 525 individuele leden in Nederland. Eénentwintig van de vierentwintig kolfverenigingen zijn actief in de kop van Noord-Holland.

## Oprichting
In de loop van de 19e eeuw verloor het kolfspel, ooit een sport met veel meer beoefenaren dan tegenwoordig het voetbal, aan belangstelling. Om het tij te keren, richtte de arts G.C. van Balen Blanken, zelf een fervent kolfspeler, op 13 mei 1885 in het onderkomen van de kolfclub 'Keer Niet' in de sociëteit De Vereniging te Haarlem de Nederlandsche Kolfbond op. Hij nam zelf de voorlopige leiding op zich. 
De eerste clubs die zich bij de nieuwe bond aansloten kwamen uit Bolsward, Alkmaar, Goes, Gouda, Haarlem, Nieuwe Niedorp, Spanbroek en Hoorn. In het eerste jaar voegden zich Delft, Schiedam en Zuid-Scharwoude erbij. Na de oprichting van de bond werden spelregels en het puntenspel als richtlijn gesteld. Hierdoor verdween langzamerhand het zogenoemde streepjeskolven, waarbij de palen in zo min mogelijk slagen geraakt moesten worden en waarmee een 'streepje' gehaald kon worden. In 1911 werd nog op 110 banen gekolfd.
In de loop der jaren heeft de kolfbond vele banen moeten prijsgeven. De bond heeft zelf geen kolfbanen in bezit, maar maakt gebruik van banen die door uitbaters worden aangeboden. Omdat de ruimte van een kolfbaan in economisch opzicht veelal beter kan worden benut door deze te vervangen door dansvloeren, podia, bars, restaurants en disco's of het plaatsen van biljarttafels of zelfs gokautomaten, zijn veel kolfbanen in de loop der tijd verloren gegaan. Kolfbanen zijn er alleen nog in Noord-Holland (14), Utrecht (2) en Friesland (1). Ter gelegenheid van het 100-jarig jubileum werd in 1985 het predicaat Koninklijk verleend.

## Huidige leden

### 8 damesverenigingen
- Vrouwenkliek, Andijk
- Klap An, Hoogwoud
- Door Inspanning Ontspanning, Noord-Scharwoude
- De Vier Eenen, Opmeer
- Paal Tien, Sint Maartensbrug
- Kolfclub Wijdenes Venhuizen, Venhuizen
- De Opklap, Wieringerwaard
- Dames van Op Maat, Noord-Scharwoude

### 10 herenverenigingen
- Onder Ons, Andijk
- Niet Klappen, Hoogwoud
- Brederode, Oudkarspel
- Onder Vrienden, Oudkarspel
- De Schoone Twaalfven, Sint Maartensbrug
- De Vier Eenen, Spanbroek
- Kolfclub ‘Utrecht St. Eloyen Gasthuis’, Utrecht (besloten club)
- Aan Is Winst, Venhuizen
- Op Maat. Noord-Scharwoude
- Gezellig Samenzijn, Noord-Scharwoude

### 6 gemengde verenigingen
- De Ridder St. Joris, Berkhout
- De Vergulde Vos, Midwoud
- Kolfclub Keerniet Cabauw, Lopik
- Over de Helft/SOS, Nieuwe Niedorp
- Togido Wormer, Wormer
- WWB, Wieringerwaard

In totaal tellen deze 24 verenigingen ongeveer 525 individuele leden.

## Ledenaantallen
Hieronder de ontwikkeling van het ledenaantal en het aantal verenigingen:
| Jaar | Ledenaantal | Verenigingen |
| ---- | ----------- | ------------ |
| 2024 | 515         | 24           |
| 2023 |             |              |
| 2022 |             |              |
| 2021 |             |              |
| 2020 |             |              |
| 2019 |             | 29           |
| 2018 |             | 29           |
| 2017 | 543         | 28           |
| 2016 | 547         | 28           |
| 2015 | 549         | 28           |
| 2014 | 579         | 28           |
| 2013 | 596         | 30           |
| 2012 | 569         | 30           |
| 2011 | 592         | 30           |
| 2010 | 596         | 30           |
| 2009 | 607         | 30           |
| 2008 | 611         | 30           |
| 2007 | 608         | 30           |
| 2006 | 599         | 32           |
| 2005 | 582         | 32           |
| 2004 | 586         | 32           |
| 2003 | 588         | 33           |
| 2002 | 577         | 33           |
| 2001 |             | 33           |
| 1999 | 592         | 33           |
| 1996 | 594         | 37           |
| 1993 | 623         |              |
| 1990 | 637         |              |
| 1987 | 668         |              |
| 1984 | 670         |              |
| 1981 | 670         |              |
| 1978 | 768         |              |